# Sean McComb
Sean Mccomb est un boxeur irlandais né le 14 août 1992.

## Carrière
Sa carrière amateur est principalement marquée par une médaille de bronze remportée aux Jeux européens de Bakou en 2015 dans la catégorie poids légers malgré sa défaite en demi-finale contre Albert Selimov.

## Palmarès

### Jeux européens
- Médaille de bronze en -60 kg en 2015 à Bakou,   Azerbaïdjan